# Chersotis stridula
Chersotis stridula är en fjärilsart som beskrevs av George Francis Hampson 1903. Chersotis stridula ingår i släktet Chersotis och familjen nattflyn. Inga underarter finns listade i Catalogue of Life.